# Ezequiel Lavezzi
Ezequiel Iván Lavezzi (Villa Gobernador Gálvez, Santa Fe, 3 de mayo de 1985) es un exfutbolista profesional argentino, que se desempeñaba como extremo y su último equipo fue Hebei China Fortune FC de la Superliga de China. También fue internacional con La Selección de Fútbol de Argentina, con la cual salió subcampeón de la  Copa del Mundo 2014, y de las Copa América 2015 y la Copa América Centenario.

## Trayectoria

### Estudiantes (BA)
Ezequiel se formó como jugador en el club de la localidad de Villa Gobernador Gálvez "Coronel Aguirre". Realizó parte de las juveniles en Rosario Central, pero fue liberado cuando cambió el técnico de la división.
De ahí viajó a Italia, para ser examinado por el Pescara, pero tuvo que regresar a Argentina por problemas con el pasaporte. Luego de ser rechazado en una prueba en las categorías juveniles de Boca Juniors.
Debido a esto decidió abandonar el fútbol, pero por insistencia de su hermano mayor, aceptó una prueba en Estudiantes de Caseros donde lo aceptaron y se inició como profesional a los 17 años en la Primera "B" Metropolitana del Fútbol Argentino.

### San Lorenzo de Almagro
En 2004, a los 19 años de edad y debido a su gran desempeño, su pase fue adquirido por el Genoa italiano, que a su vez lo cedió a préstamo por una temporada al San Lorenzo de Almagro. Durante la temporada 2004/05 su rendimiento fue superior a lo esperado, por lo que San Lorenzo decidió adquirir el 100% de sus derechos federativos y económicos al Genoa en 2.200.000 de dólares. En junio de 2007 se consagró campeón del Torneo Clausura con el Ciclón, siendo una de sus figuras, en donde convirtió 4 goles.

### SSC Napoli

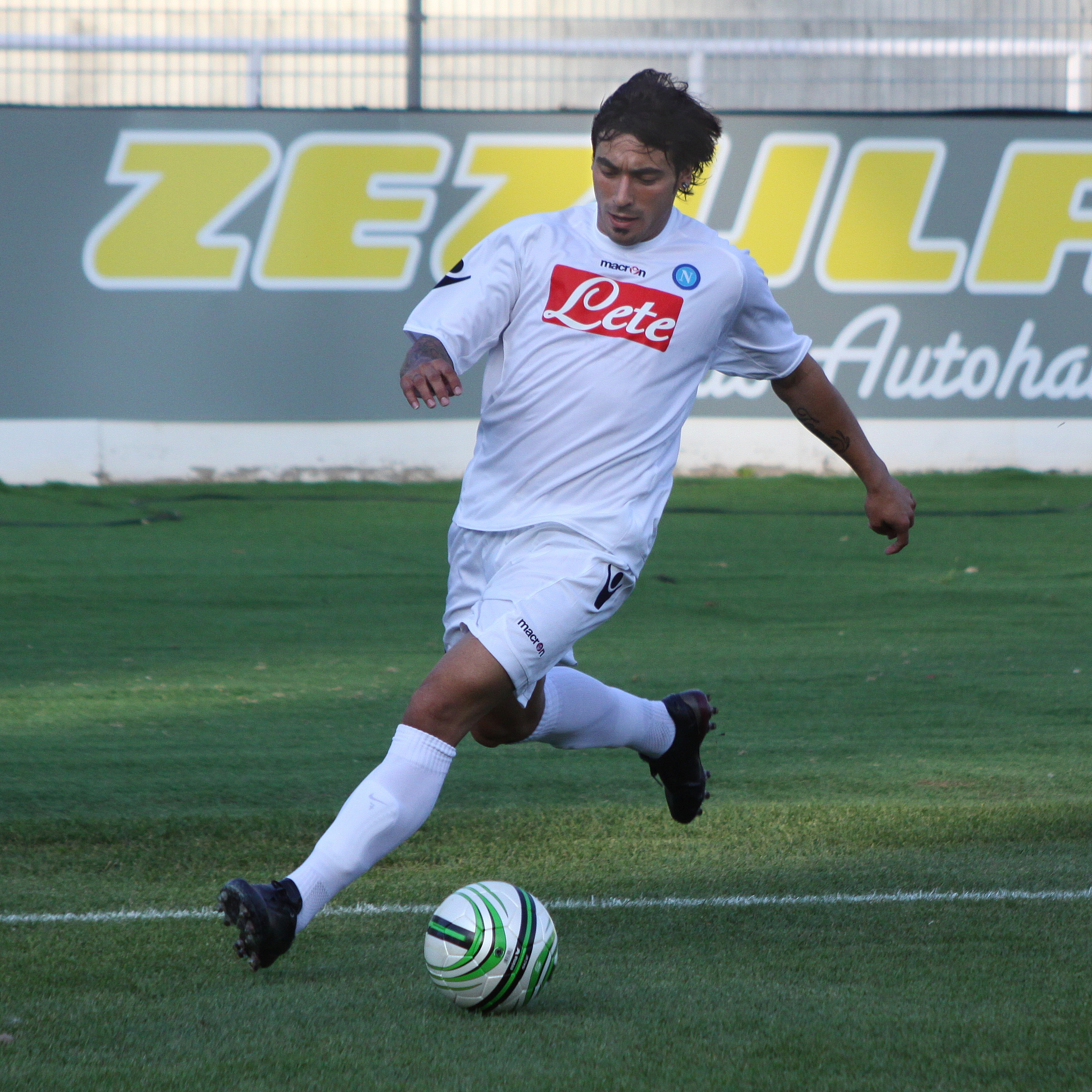
Lavezzi en el Napoli en 2009.

El 6 de julio de 2007 se trasladó a SSC Napoli (que acababa de regresar a la Serie A) por aproximadamente € 6 millones y la firma de un contrato de cinco años.
Concluye su primera temporada en la Serie A con 8 goles en 35 partidos, lo que contribuye decisivamente a la calificación de Nápoles para la Copa Intertoto y logra ser apreciado por el público napolitano especialmente por la velocidad y regate relámpago. Firma la extensión de su contrato hasta el 2015.
El 15 de mayo de 2011, gracias al empate de 1:1 contra el Inter de Milán y grandes actuaciones del Pocho junto con Edinson Cavani y Marek Hamšík en la temporada, el club obtuvo el tercer lugar en la Serie A 2010/11 con 70 puntos, con lo que aseguró su participación en la Liga de Campeones 2011-12 por primera vez después de 21 años.
En la tarde del 20 de mayo de 2012 ganó su primer trofeo en Italia al ganar la final de la Copa Italia contra la Juventus en el Olímpico de Roma.
Esta victoria marca el final de Lavezzi en el club, después de cinco temporadas en las que logró 188 partidos y 48 goles en liga y competiciones de copa, convirtiéndose en un ídolo para los hinchas napolitanos.

### París Saint-Germain

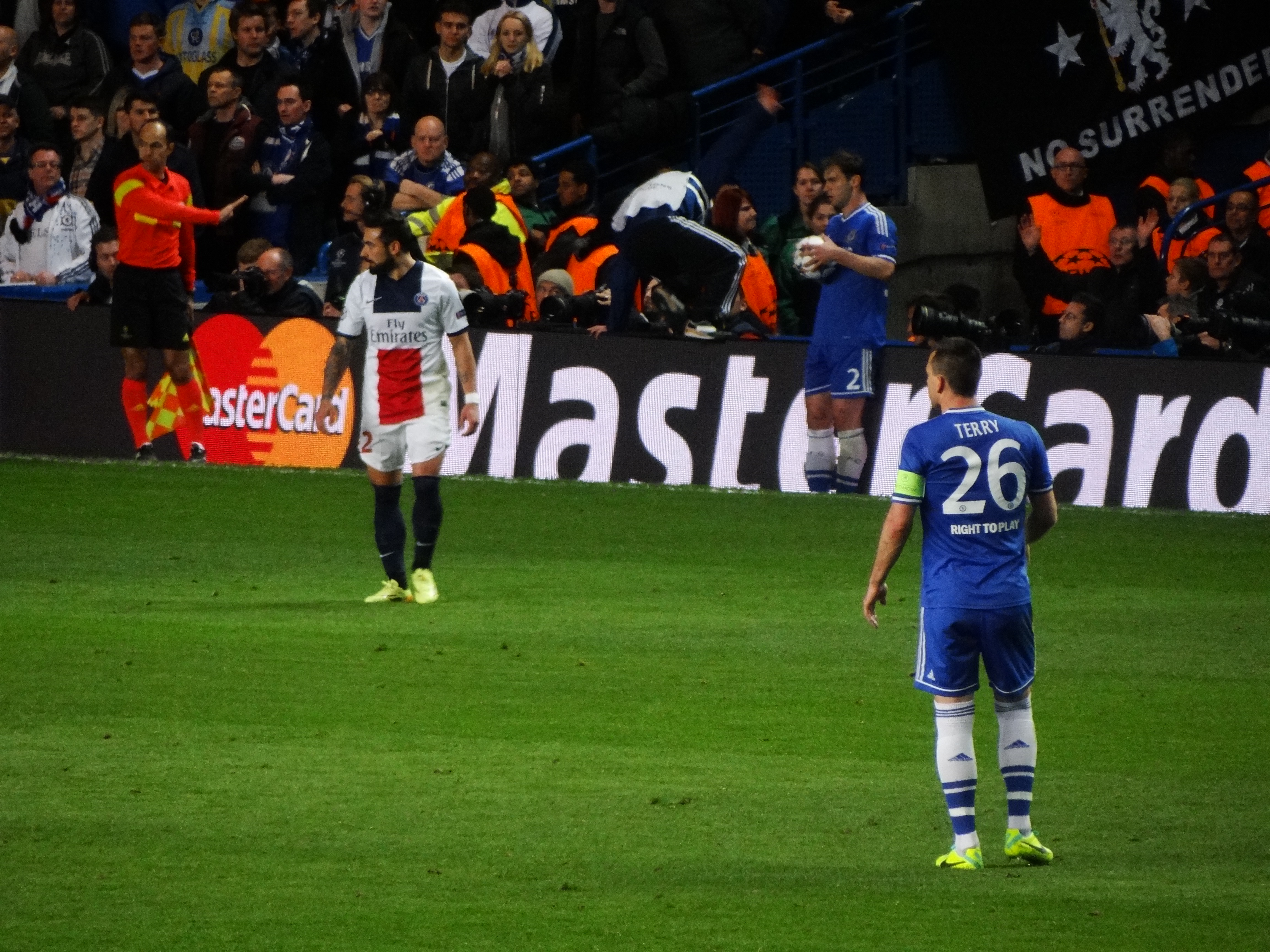
Lavezzi (de blanco, azul y rojo) con el PSG en un partido frente al Chelsea FC en abril de 2014.

El 1 de julio del 2012 viajó a Francia para incorporarse al París Saint-Germain de ese país, en un traspaso valorado en € 31 millones (€ 26 + € 4.800.000 bono). El futbolista firmó un contrato de cuatro años.
El 8 de diciembre de ese año, en la jornada 16 de la Ligue 1 anota el gol 3000 en la historia del PSG.
En la Liga de Campeones 2012-13 anota goles a clubes como Valencia C. F., Dinamo Kiev, pero terminan cayendo en cuartos de final contra el FC Barcelona, terminando el torneo con 5 goles en 9 partidos.
El 12 de mayo del 2013 se coronó campeón de la Ligue 1 2012/13 ganando 1:0 al Olympique Lyon. En el año 2014 anotaría 9 goles y 9 asistencias en 47 presencias con el equipo francés.
Al año 2016, Lavezzi, ya había anotado 35 goles y 24 asistencias en 161 presencias, también logró ser partícipe en más de 10 títulos con el París, entre ellos la Ligue 1, la Copa de Francia y la Supercopa de Francia.

### Hebei Fortune
El 17 de febrero del 2016 fichó por el Hebei Fortune en un traspaso valorado en 6 millones de euros. El futbolista firmó un contrato de tres años. Donde pasó a cobrar 43.5 millones de euros netos por temporada. Con 34 goles y 32 asistencias en 74 presencias, el Pocho, sería tentado a incorporarse al club rosarino Rosario Central, equipo del que, supuestamente, Lavezzi alguna vez habría dicho ser simpatizante, no obstante desmintiendo estas versiones prefirió retirarse del fútbol a jugar en ese club y lo hizo a fines del año 2019 en el mismo partido que Javier Mascherano.

## Selección nacional
Lavezzi fue convocado por primera vez a la selección mayor, pero el ya había tenido experiencia en el sub-20, Alfio Basile fue quien lo convocó a concurrir a los entrenamientos del seleccionado argentino.
En el partido que se jugó con Chile, entró en el segundo tiempo reemplazando a Rodrigo Palacio. Allí fue Pocho dejando una buena imagen, y un no muy buen rendimiento.
Fue convocado nuevamente para un amistoso jugado contra Noruega. Allí arrancó como titular haciendo dupla con Diego Milito y fue sustituido por Javier Saviola en el segundo tiempo.
En febrero de 2008 Lavezzi fue convocado a la selección olímpica por el técnico Batista, jugando un partido amistoso contra Guatemala y marcando su primer gol por la selección.
En mayo de 2008, "El Pocho" fue convocado otra vez a la selección olímpica, jugando un partido amistoso contra el combinado de Cataluña, en el que entró como titular, y marcó el único gol del encuentro.

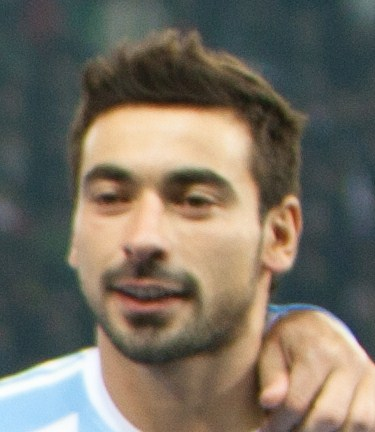
Lavezzi con en 2011.

En agosto de 2008 comenzó su participación en los Juegos Olímpicos de Pekín 2008 junto a la Selección Argentina, donde anotó dos goles, ante Australia y Serbia.
En noviembre de 2008 ya Diego Armando Maradona al mando de la Selección Argentina juega un amistoso ante Escocia en Glasgow el Pocho entró como titular y acompañó a Carlos Tévez en la delantera del equipo que ganó el partido por la mínima.
En septiembre de 2009 ya de tantos partidos que el Pocho haya sido convocado por Maradona en eliminatorias al fin entra como suplente en el segundo tiempo en el partido que disputa Argentina y Paraguay cuyo partido quedó en manos de los paraguayos por la mínima.
El 11 de mayo de 2010 recibe la noticia que está en la Preselección entre los 30 jugadores del Mundial pero luego no es convocado para los 23 que viajan a Sudáfrica.
Desde 2011 con el mando de Alejandro Sabella en la Selección Argentina forma parte importante en el esquema del técnico.
El 15 de noviembre de 2016 es acusado por el periodista Gabriel Anello de fumar un cigarrillo de marihuana en la concentración de la selección Argentina y decidió iniciar acciones legales en contra de Anello. Por dicho comentario la selección de fútbol de Argentina decidió al día siguiente, no dar más notas a los periodistas argentinos por un periodo indefinido.

### Sudamericano Sub-20
Lavezzi disputó el Campeonato Sudamericano Sub-20 de 2005, realizado del 13 de enero al 6 de febrero de 2005. Este torneo entregó cuatro cupos a la Copa Mundial de Fútbol Sub-20 de 2005, que se realizó en los Países Bajos. 
En el torneo, estuvo con jugadores de renombre como Julio Alberto Barroso, Pablo Barrientos, Hernan Peirone, Mauro Boselli, José Sosa, Pablo Zabaleta, Ezequiel Garay, Lionel Messi, entre otros. Con Hernan Peirone, Pablo Zabaleta y Pablo Barrientos, eran ya conocidos por Lavezzi, ya que jugaban en ese entonces en San Lorenzo de Almagro. Con Pablo Zabaleta, José Sosa, Ezequiel Garay y Lionel Messi, llegó a disputar las Eliminatorias para el Mundial de Brasil 2014.
Lavezzi, tuvo un buen torneo entrando desde el banco de los suplente, solo fue titular en dos partidos y en los demás ingresó.
En este sudamericano, solo marcó un gol, y por el segundo partido de la fase final, frente a Chile a los 38 minutos del primer tiempo, imponiendo el 1 a 0 parcial, que luego acabaría en empate.

#### Participaciones en Sudamericano Sub-20
| Copa                | Sede     | Resultado    |
| ------------------- | -------- | ------------ |
| Sudamericano Sub-20 | Colombia | Tercer lugar |

### Juegos Olímpicos Pekín 2008
Lavezzi disputó el Torneo masculino de fútbol de los Juegos Olímpicos de Pekín 2008, que se llevaron a cabo en Pekín y otras ciudades de China desde el 7 al 23 de agosto.
Para este torneo, Lavezzi, sería fundamental para la obtención del mismo. Con muy buenas actuaciones, de la mano de Lionel Messi, Sergio Agüero, Ángel Di María y Juan Román Riquelme, entre otros.
Solo marcaría un gol, sería enfrentando a la selección juvenil de Serbia, por la primera fase del torneo. El gol lo convertiría a los 13 minutos del primer tiempo mediante un penal.

#### Participaciones en Juegos Olímpicos
| Copa                           | Sede  | Resultado |
| ------------------------------ | ----- | --------- |
| Juegos Olímpicos de Pekín 2008 | China | Campeón   |

### Copa América Argentina 2011

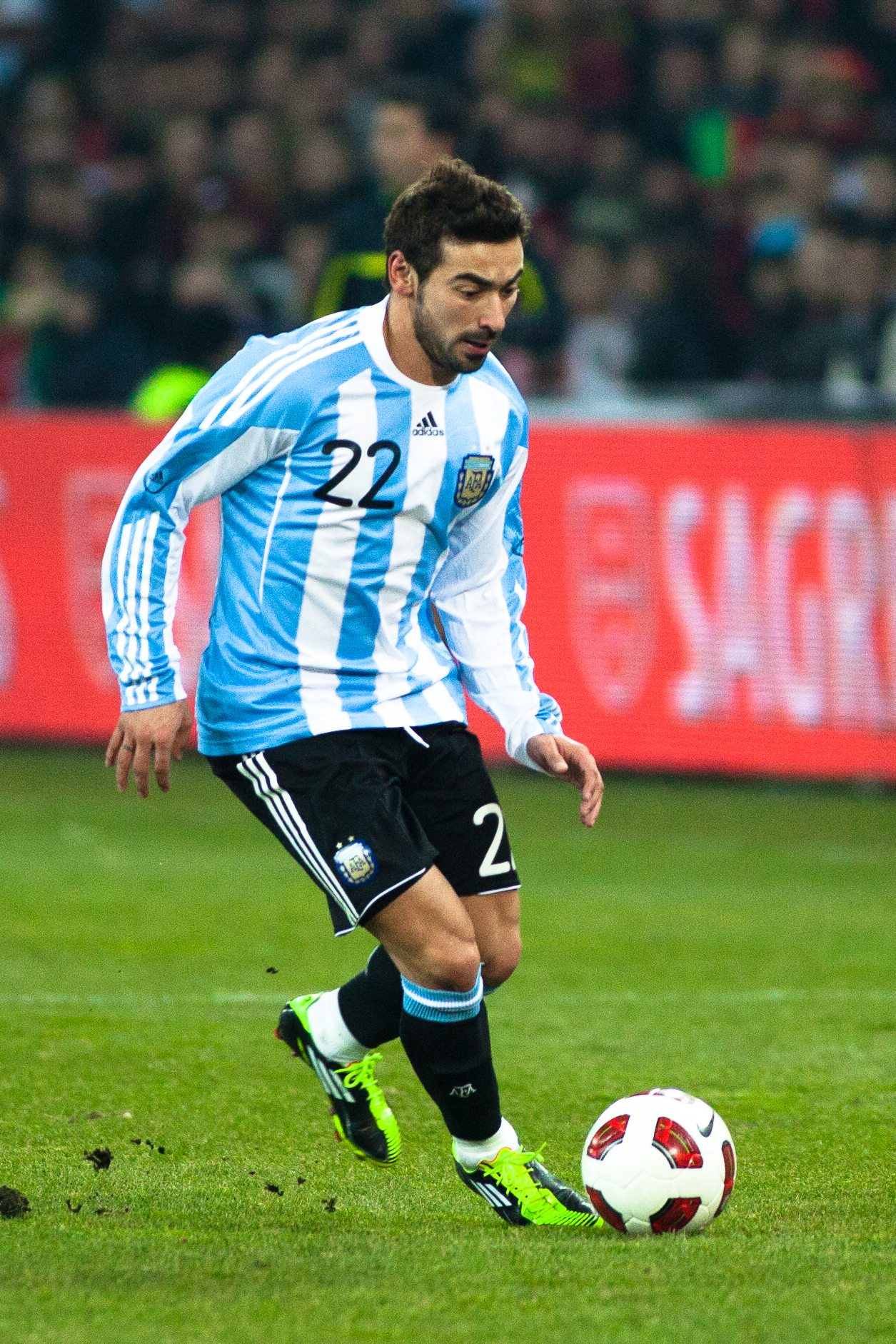
Lavezzi en la selección Argentina en el 2011.

Se desarrolló en Argentina, del 1 al 24 de julio de 2011 y Lavezzi fue partícipe de esta, integrando la nómina de delanteros de la Selección Argentina, conducida por Sergio Batista.
El partido inaugural fue frente a Bolivia y Lavezzi integró los 11 iniciales para enfrentar a la Selección boliviana. Argentina, solo pudo jugar un partido mediocre y como lo pudo haber ganado, también lo pudo haber perdido. En el primer tiempo hubo poco juego y situaciones de gol, la mayoría para los locales. La más clara de la primera mitad fue una combinación entre Lavezzi y Messi que Esteban Cambiasso no pudo definir. El partido culminaría con un empate en 1 y Lavezzi saliendo del campo de juego a los 70 minutos, por Sergio Agüero.
Al igual que el primer encuentro, el partido argentino frente al combinado de Colombia volvió a ser muy malo tanto que casi la selección no tuvo posibilidades de marcar. La mejor chance de Argentina estuvo en los pies de Lavezzi pero el portero cafetero salvó a su equipo. Salió a los 64 minutos, nuevamente por Sergio Agüero.
Por el último partido del grupo frente a Costa Rica, vio el encuentro desde el banco de suplentes, y entró al campo de juego a los 84 minutos, por Sergio Agüero.
La Argentina clasificó como segunda del grupo, por detrás de Colombia, y así enfrentó al combinado de Uruguay por los cuartos de final. Este partido sería el último de la Selección Argentina ya que caería por penales. Lavezzi no disputó ni un minuto del partido por sanción

#### Participaciones en Copas América
| Copa                    | Sede           | Resultado        |
| ----------------------- | -------------- | ---------------- |
| Copa América 2011       | Argentina      | Cuartos de final |
| Copa América 2015       | Chile          | Subcampeón       |
| Copa América Centenario | Estados Unidos | Subcampeón       |

### Copa del Mundo 2014
El 13 de mayo de 2014 el entrenador de la selección de Argentina, Alejandro Sabella, dio a conocer la lista provisional de 30 jugadores convocados, para la Copa Mundial de Fútbol de 2014. La nómina definitiva de 23 jugadores que asistirán al mundial se anunció el 2 de junio, en donde, Lavezzi, integraba a uno de los 5 delanteros convocados con la camiseta número 22.

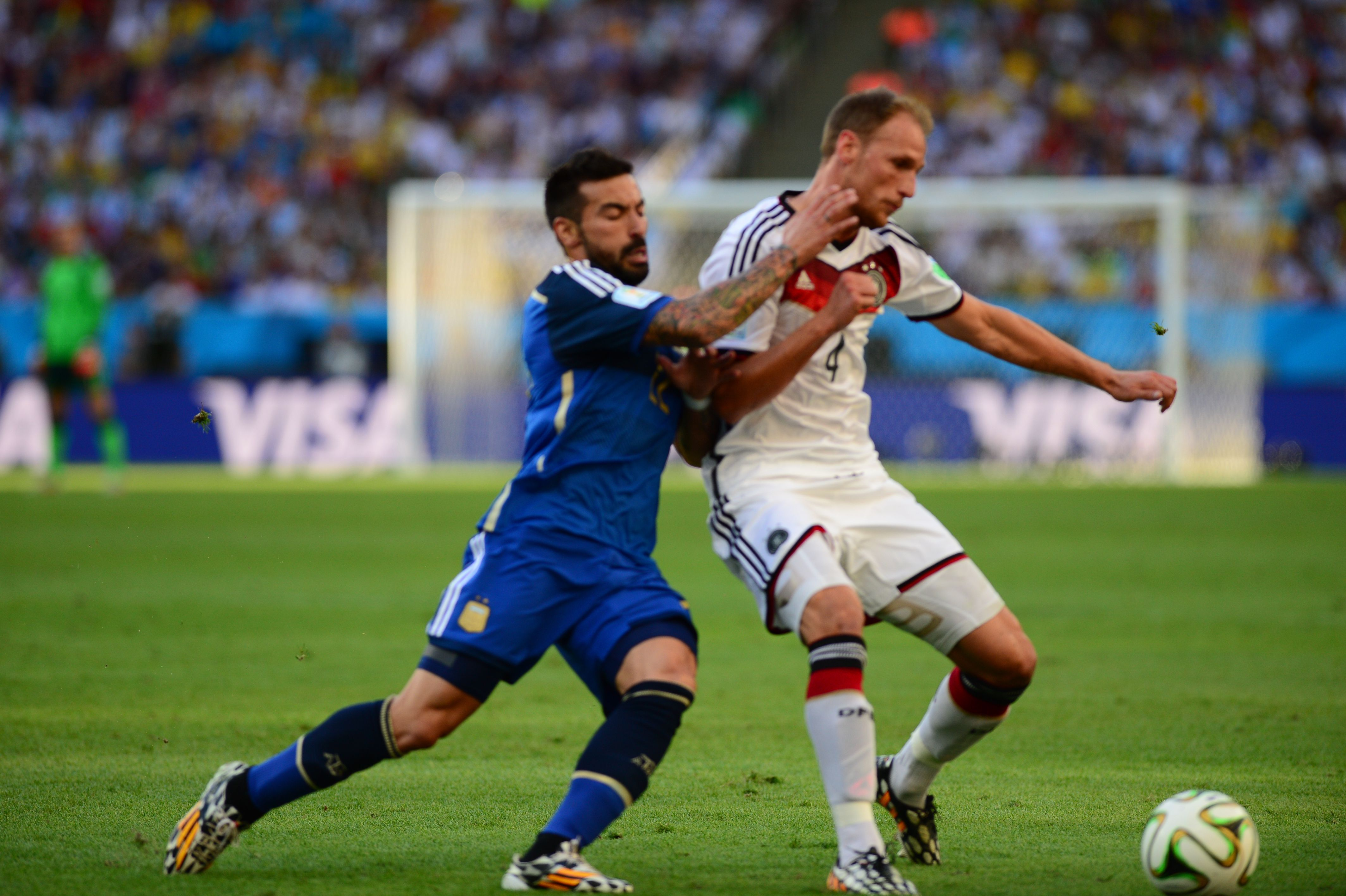
Lavezzi con disputando la final de la Copa del Mundo 2014, frente a Alemania.

Lavezzi haría su debut en la Copa Mundial el día 21 de junio de 2014, frente a Irán entrando por Gonzalo Higuaín a los 32 minutos del segundo tiempo. En este partido le daría una asistencia a Lionel Messi, para que este convirtiera el 1 a 0 sobre la hora y definitivo en el marcador.
El 25 de junio de 2014, en el partido frente a Nigeria, entraría por Sergio Agüero a los 38 minutos del primer tiempo, ya que este había sufrido una lesión la cual le impedía seguir jugando. Lavezzi en este partido tuvo una gran actuación, en donde haría el córner para que Marcos Rojo marcara el 3 a 2 final, a los 5 minutos del segundo tiempo.
Desde aquel partido frente a Nigeria, Lavezzi sería titular en los cuatro partidos restantes, frente a Suiza en octavos de final, Bélgica en cuartos de final, Holanda en semifinales y frente a Alemania en la final. En todos los partidos salió sustituido, además de haber tenido buenas actuaciones en cada uno de los partidos, por sobre todo en la final frente Alemania, en donde solo jugaría los primeros 45 minutos y sería el creador del juego en la ofensiva Argentina y el que creó la mayoría de los ataques en ese primer tiempo. Lavezzi en ese primer tiempo "Se comió la cancha", el entrenador Alejandro Sabella fue gravemente criticado por ese cambio, ya que Sergio Agüero no rindió lo mismo que él.

#### Participaciones en Copas del Mundo
| Mundial           | Sede   | Resultado  | Partidos | Goles |
| ----------------- | ------ | ---------- | -------- | ----- |
| Copa Mundial 2014 | Brasil | Subcampeón | 6        | 0     |

#### Lesión
Marcó el primer gol en la semifinal de la Copa América Centenario 2016 contra Estados Unidos, que Argentina ganó 4-0. En el partido también anotaron Lionel Messi y Gonzalo Higuaín (2 goles). En el segundo tiempo, la pelota que pateó Javier Mascherano impactó en su cabeza y se cayó de espaldas en el pasadizo de la tribuna. Rápidamente fue atendido. Su lesión del codo izquierdo fue operada exitosamente.

## Estadísticas

### Clubes
| Club | Div.          | Temporada     | Liga  | Liga  | Liga   | Copas Nacionales(1) | Copas Nacionales(1) | Copas Nacionales(1) | Torneos Internacionales(2) | Torneos Internacionales(2) | Torneos Internacionales(2) | Total(3) | Total(3) | Total(3) | Media Goleadora |
| Club | Div.          | Temporada     | Part. | Goles | Asist. | Part.               | Goles               | Asist.              | Part.                      | Goles                      | Asist.                     | Part.    | Goles    | Asist.   | Media Goleadora |
| --- | ------------- | ------------- | ----- | ----- | ------ | ------------------- | ------------------- | ------------------- | -------------------------- | -------------------------- | -------------------------- | -------- | -------- | -------- | --------------- |
| Estudiantes (BA) Argentina |               |               |       |       |        |                     |                     |                     |                            |                            |                            |          |          |          |                 |
| 3.ª | 2003-04       | 39            | 17    | 6     | —      | —                   | —                   | —                   | —                          | —                          | 39                         | 17       | 6        | 0,43     |                 |
| Total club | Total club    | 39            | 17    | 6     | 0      | 0                   | 0                   | 0                   | 0                          | 0                          | 39                         | 17       | 6        | 0,43     |                 |
| San Lorenzo Argentina |               |               |       |       |        |                     |                     |                     |                            |                            |                            |          |          |          |                 |
| 1.ª | 2004-05       | 29            | 10    | 3     | —      | —                   | —                   | 8                   | 0                          | 1                          | 37                         | 10       | 4        | 0,27     |                 |
| 1.ª | 2005-06       | 22            | 8     | 4     | —      | —                   | —                   | —                   | —                          | —                          | 22                         | 8        | 4        | 0,36     |                 |
| 1.ª | 2006-07       | 33            | 7     | 12    | —      | —                   | —                   | 5                   | 1                          | 1                          | 38                         | 8        | 13       | 0,21     |                 |
| Total club | Total club    | 84            | 25    | 19    | 0      | 0                   | 0                   | 13                  | 1                          | 2                          | 97                         | 26       | 21       | 0,27     |                 |
| S. S. C. Napoli · Italia |               |               |       |       |        |                     |                     |                     |                            |                            |                            |          |          |          |                 |
| 1.ª | 2007-08       | 35            | 8     | 11    | 4      | 3                   | 0                   | —                   | —                          | —                          | 39                         | 11       | 11       | 0,28     |                 |
| 1.ª | 2008-09       | 30            | 7     | 12    | 1      | 0                   | 0                   | 3                   | 1                          | 1                          | 34                         | 8        | 13       | 0,23     |                 |
| 1.ª | 2009-10       | 30            | 8     | 6     | 2      | 1                   | 0                   | —                   | —                          | —                          | 31                         | 10       | 6        | 0,32     |                 |
| 1.ª | 2010-11       | 31            | 5     | 14    | 2      | 1                   | 0                   | 9                   | 2                          | 2                          | 42                         | 8        | 16       | 0,19     |                 |
| 1.ª | 2011-12       | 30            | 10    | 8     | 4      | 0                   | 2                   | 8                   | 2                          | 5                          | 42                         | 12       | 15       | 0,28     |                 |
| |               | 28            |       |       |        |                     |                     |                     |                            |                            | 50                         | 28       | 20       |          |                 |
| Total club | Total club    | 156           | 38    | 51    | 12     | 5                   | 2                   | 20                  | 5                          | 8                          | 188                        | 48       | 61       | 0,26     |                 |
| París Saint-Germain Francia |               |               |       |       |        |                     |                     |                     |                            |                            |                            |          |          |          |                 |
| 1.ª | 2012-13       | 28            | 3     | 7     | 5      | 3                   | 0                   | 9                   | 5                          | 0                          | 42                         | 11       | 7        | 0,26     |                 |
| 1.ª | 2013-14       | 32            | 8     | 3     | 5      | 1                   | 0                   | 10                  | 2                          | 4                          | 48                         | 11       | 7        | 0,23     |                 |
| 1.ª | 2014-15       | 31            | 8     | 4     | 8      | 1                   | 3                   | 8                   | 0                          | 2                          | 47                         | 9        | 9        | 0,19     |                 |
| 1.ª | 2015-16       | 17            | 2     | 2     | 4      | 1                   | 1                   | 4                   | 0                          | 0                          | 25                         | 3        | 3        | 0,12     |                 |
| Total club | Total club    | 107           | 22    | 15    | 23     | 6                   | 3                   | 31                  | 7                          | 6                          | 161                        | 35       | 24       | 0,22     |                 |
| Hebei China Fortune China | 1.ª           | 2016          | 10    | 0     | 4      | 0                   | 0                   | 0                   | —                          | —                          | —                          | 10       | 0        | 4        | 0,00            |
| Hebei China Fortune China | 1.ª           | 2017          | 27    | 20    | 19     | 0                   | 0                   | 0                   | —                          | —                          | —                          | 27       | 20       | 19       | 0,74            |
| Hebei China Fortune China | 1.ª           | 2018          | 37    | 14    | 9      | 0                   | 0                   | 0                   | —                          | —                          | —                          | 37       | 14       | 9        | 0,37            |
| Hebei China Fortune China | Total club    | Total club    | 74    | 34    | 32     | 0                   | 0                   | 0                   | 0                          | 0                          | 0                          | 74       | 34       | 32       | 0,50            |
| Total carrera | Total carrera | Total carrera | 459   | 136   | 129    | 36                  | 11                  | 5                   | 64                         | 13                         | 16                         | 560      | 160      | 150      | 0,28            |
| (1) Incluye datos de la Copa Italia, Copa de Francia, Copa de la Liga de Francia y Supercopa de Francia. (2) Incluye datos de la Copa Sudamericana, Copa Libertadores, UEFA Europa League y UEFA Champions League. (3) No incluye goles en partidos amistosos. |               |               |       |       |        |                     |                     |                     |                            |                            |                            |          |          |          |                 |

### Selección nacional
| Selección          | Año   | Amistoso | Amistoso | Amistoso | Eliminatorias | Eliminatorias | Eliminatorias | Copa Mundial | Copa Mundial | Copa Mundial | Copa América | Copa América | Copa América | Copa Confederaciones | Copa Confederaciones | Copa Confederaciones | Total | Total | Total  | Media goleadora |
| Selección          | Año   | Part.    | Goles    | Asist.   | Part.         | Goles         | Asist.        | Part.        | Goles        | Asist.       | Part.        | Goles        | Asist.       | Part.                | Goles                | Asist.               | Part. | Goles | Asist. | Media goleadora |
| ------------------ | ----- | -------- | -------- | -------- | ------------- | ------------- | ------------- | ------------ | ------------ | ------------ | ------------ | ------------ | ------------ | -------------------- | -------------------- | -------------------- | ----- | ----- | ------ | --------------- |
| Absoluta Argentina | 2007  | 2        | 0        | 0        | -             | -             | -             | -            | -            | -            | -            | -            | -            | -                    | -                    | -                    | 2     | 0     | 0      | 0,00            |
| Absoluta Argentina | 2008  | 1        | 0        | 0        | -             | -             | -             | -            | -            | -            | -            | -            | -            | -                    | -                    | -                    | 1     | 0     | 0      | 0,00            |
| Absoluta Argentina | 2009  | 2        | 0        | 0        | 1             | 0             | 0             | -            | -            | -            | -            | -            | -            | -                    | -                    | -                    | 3     | 0     | 0      | 0,00            |
| Absoluta Argentina | 2010  | 3        | 0        | 1        | -             | -             | -             | -            | -            | -            | -            | -            | -            | -                    | -                    | -                    | 3     | 0     | 1      | 0,00            |
| Absoluta Argentina | 2011  | 3        | 1        | 1        | 1             | 1             | 0             | -            | -            | -            | 3            | 0            | 0            | -                    | -                    | -                    | 7     | 2     | 1      | 0,28            |
| Absoluta Argentina | 2012  | 1        | 0        | 0        | 3             | 0             | 1             | -            | -            | -            | -            | -            | -            | -                    | -                    | -                    | 4     | 0     | 1      | 0,00            |
| Absoluta Argentina | 2013  | 4        | 0        | 2        | 4             | 2             | 1             | -            | -            | -            | -            | -            | -            | -                    | -                    | -                    | 8     | 2     | 3      | 0,25            |
| Absoluta Argentina | 2014  | 3        | 0        | 0        | -             | -             | -             | 6            | 0            | 2            | -            | -            | -            | -                    | -                    | -                    | 9     | 0     | 2      | 0,00            |
| Absoluta Argentina | 2015  | 5        | 2        | 2        | 4             | 1             | 1             | -            | -            | -            | 2            | 0            | 0            | -                    | -                    | -                    | 11    | 3     | 3      | 0,27            |
| Absoluta Argentina | 2016  | 0        | 0        | 0        | 1             | 0             | 0             | -            | -            | -            | 2            | 2            | 1            | -                    | -                    | -                    | 3     | 2     | 1      | 0,66            |
| Total              | Total | 24       | 3        | 6        | 14            | 4             | 3             | 6            | 0            | 2            | 7            | 2            | 1            | -                    | -                    | -                    | 51    | 9     | 12     | 0,17            |

### Resumen estadístico
| Competición             | Part. | Goles | Asist. |
| ----------------------- | ----- | ----- | ------ |
| Liga                    | 459   | 136   | 129    |
| Copas nacionales        | 36    | 11    | 5      |
| Torneos internacionales | 64    | 13    | 16     |
| Selección Argentina     | 51    | 9     | 12     |
| Total                   | 610   | 169   | 162    |

## Palmarés

### Campeonatos nacionales
| Título               | Club                | País      | Año    |
| -------------------- | ------------------- | --------- | ------ |
| Primera División     | San Lorenzo         | Argentina | C-2007 |
| Copa Italia          | S. S. C. Napoli     | Italia    | 2012   |
| Ligue 1              | París Saint-Germain | Francia   | 2013   |
| Supercopa de Francia | París Saint-Germain | Francia   | 2013   |
| Copa de la Liga      | París Saint-Germain | Francia   | 2014   |
| Ligue 1              | París Saint-Germain | Francia   | 2014   |
| Supercopa de Francia | París Saint-Germain | Francia   | 2014   |
| Copa de la Liga      | París Saint-Germain | Francia   | 2015   |
| Ligue 1              | París Saint-Germain | Francia   | 2015   |
| Copa de Francia      | París Saint-Germain | Francia   | 2015   |
| Supercopa de Francia | París Saint-Germain | Francia   | 2015   |
| Ligue 1              | París Saint-Germain | Francia   | 2016   |
| Copa de la Liga      | París Saint-Germain | Francia   | 2016   |
| Copa de Francia      | París Saint-Germain | Francia   | 2016   |

### Selecciones nacionales
| Título           | Selección          | Sede  | Año  |
| ---------------- | ------------------ | ----- | ---- |
| Juegos Olímpicos | Argentina Olímpica | Pekín | 2008 |

## Vida personal
Su tío, Fernando Luis Lavezzi, también fue jugador profesional militando para Platense, Estudiantes de La Plata y Banfield en Argentina y para Millonarios de Bogotá, Colombia.

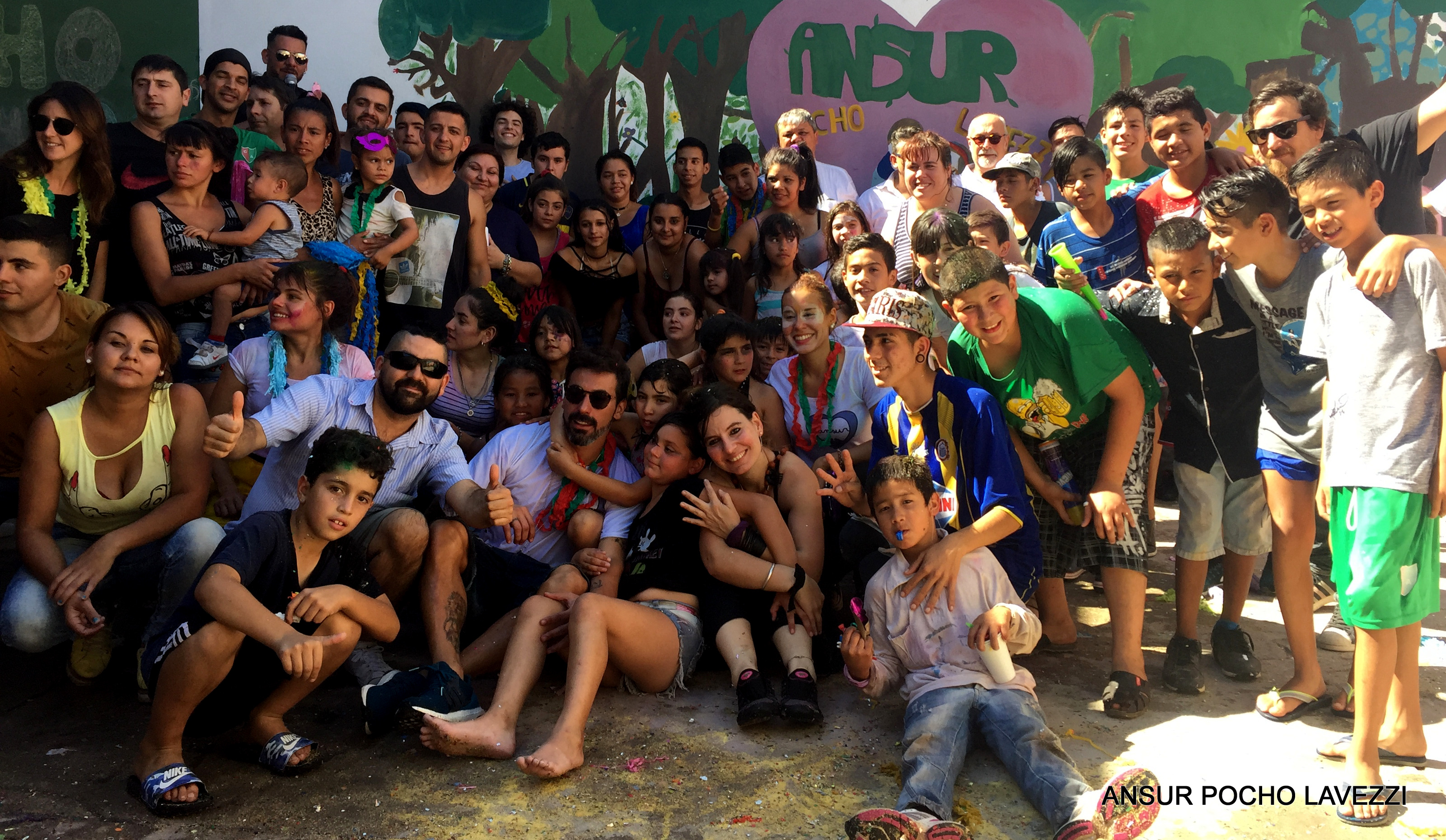
Lavezzi junto a miembros de ANSUR.

Lavezzi profesa la fe católica; en su brazo izquierdo tiene tatuada la imagen de la Virgen de Lourdes. En 2013, antes de disputar la Copa Mundial de Fútbol de 2014, viajó junto al plantel de la selección argentina a visitar al Papa Francisco en la Ciudad del Vaticano.

### ANSUR
En octubre de 2009, Lavezzi fundó la Asociación Niños del Sur (ANSUR), para contribuir al desarrollo humano y social en forma integral en niños y adolescentes, como así también las familias en situación de necesidad, en su barrio natal, Coronel Aguirre, de Villa Gobernador Gálvez, provincia de Santa Fe.